# Yoduro de plata y rubidio
El yoduro de plata y rubidio  es un compuesto inorgánico ternario cuya fórmula química es RbAg4I5. Es un sólido inusual donde la conductividad implica el movimiento de iones plata dentro de la red cristalina. Fue descubierto mientras buscaban productos químicos que tuvieran las propiedades de conductividad iónica del yoduro de plata en fase alfa a temperaturas inferiores al 146 °C para AgI.
El yoduro de plata y rubidio puede formarse por fusión conjunta o moler en conjunto cantidades estequiométricas de yoduro de rubidio y yoduro de plata (I). La conductividad reportada ha sido de 25 siemens por metro (significando que por cada 1×1×10 mm bar habría una resistencia de 400 ohmios a lo largo del eje mayor).
La estructura cristalina se compone de series de tetraedros de yodo, compartiendo sus caras a través de los cuales los iones de plata pueden difundirse.
En torno a 1970, el yoduro de plata y rubidio fue propuesto como un electrolito sólido para las baterías, y se ha utilizado conjuntamente con electrodos de plata y de RbI3.
La familia del yoduro de plata y rubidio es un grupo de compuestos y soluciones sólidas que son isoestructurales con la modificación alfa del RbAg4I5. Ejemplos de tales conductores superiónicos avanzados con cationes móviles de Ag+ y Cu+ son: KAg4I5, NH4Ag4I5, K1−xCsxAg4I5, Rb1−xCsxAg4I5, CsAg4Br1−xI2+x, CsAg4ClBr2I2, CsAg4Cl3I2, RbCu4Cl3I2, KCu4I5 y otros más.